# Nag Arnoldi
Pour les articles homonymes, voir Arnoldi.
Nag Arnoldi (né le 18 septembre 1928 à Locarno, mort le 10 février 2017 à Lugano) est un peintre et sculpteur suisse.

## Biographie
Après l'école secondaire passée à Locarno, il part à Lugano, où il reçoit sa formation artistique dans les ateliers de Giuseppe Foglia, Filippo Boldini, Mario Chiattone et Carlo Cotti. Il devient ensuite professeur à l'École supérieure des arts appliqués de Lugano.

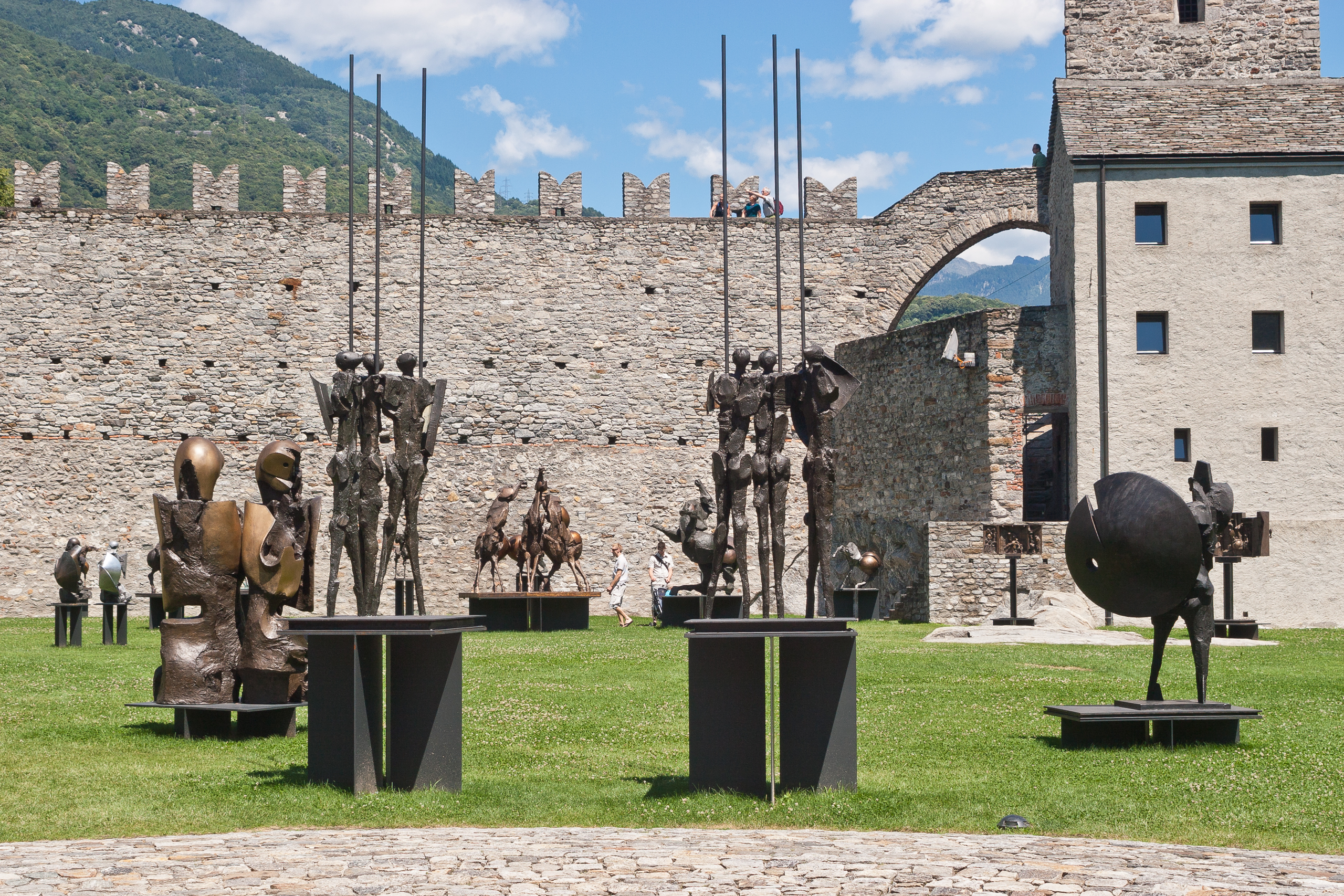
Sculptures de Nag Arnoldi dans la cour de Castelgrande, Bellinzone (2008).

À partir de 1954, il commence à exposer ses peintures dans quelques expositions à Lugano et dans les localités voisines, puis participe les années suivantes à des expositions de plus en plus importantes dans toutes les grandes villes suisses. Il commence à s'intéresser à la sculpture en 1960, lorsqu'il se rend souvent au Mexique (où vit son frère) pour entrer en contact avec l'art indigène maya et aztèque et les civilisations précolombiennes.
Les bronzes grand format d'Arnoldi se trouvent dans de nombreux lieux et bâtiments publics et privés, par exemple à Lugano et Vaduz. Il existe de petites sculptures en séries limitées, les chevaux étant son motif le plus nombreux. Ses œuvres se trouvent dans les collections du Musée cantonal des beaux-arts de Lausanne, du Museo d'arte della Svizzera italiana (Lugano) et dans la commune de Comano où il vivait. Sa sépulture se trouve au cimetière de Comano, où il est enterré avec sa femme.